# Apáca show 2. – Újra virul a fityula
Az Apáca show 2. – Újra virul a fityula (eredeti címén: Sister Act 2: Back in the Habit) 1993-ban bemutatott amerikai zenés vígjáték, Bill Duke rendezésében.
Az 1992-es előző részhez hasonlóan Whoopi Goldberg a főszereplő, mellette az első filmből visszatérő szerepben tűnik fel Maggie Smith, Kathy Najimy, Wendy Makkena és Mary Wickes. Új szereplőként látható a filmben többek között James Coburn, Sheryl Lee Ralph, Lauryn Hill és (kezdő színésznőként) Jennifer Love Hewitt.
A film negatív kritikákat kapott, de anyagi szempontból sikeresnek mondható (bár elődje bevételeit nem tudta megismételni). Goldberg alakításával MTV Movie Awards-jelölést szerzett legjobb komikus színész kategóriában és a Nickelodeon Kids’ Choice Awards egyik díját („kedvenc filmszínésznő”) is megnyerte.
Goldberg több alkalommal is azt nyilatkozta, szívesen elkészítené az Apáca show-sorozat harmadik részét, a pontos részletek azonban egyelőre bizonytalanok.

## Cselekmény
Deloris van Cartier barátai kérésére ismét magára ölti Mary Clarence szerepét. Ezúttal egykori iskolájában kell zenetanárként helytállnia, megtalálni a közös hangot a problémás diákokkal és megakadályozni az intézmény bezárását. Erre lehetősége is nyílik, amikor szembesülve tanítványai zenei tehetségével kórust szervez belőlük és benevezi őket egy országos versenyre.

## Szereplők
| Szereplő                                  | Színész              | Magyar hang      |
| ----------------------------------------- | -------------------- | ---------------- |
| Deloris Van Cartier (Mary Clarence nővér) | Whoopi Goldberg      | Martin Márta     |
| Mary Patrick nővér                        | Kathy Najimy         | Némedi Mari      |
| Maurice atya                              | Barnard Hughes       | Galamb György    |
| Mary Lazarus nővér                        | Mary Wickes          | Vámos Ilona      |
| Mr. Crisp                                 | James Coburn         | Gruber Hugó      |
| Ignatius atya                             | Michael Jeter        | Csuja Imre       |
| Mary Robert nővér                         | Wendy Makkena        | Koffler Gizi     |
| Florence Watson                           | Sheryl Lee Ralph     | Zsolnai Júlia    |
| Joey Bustament                            | Robert Pastorelli    | Szűcs Sándor     |
| Wolfgang atya                             | Thomas Gottschalk    | Pálfai Péter     |
| Tisztelendő anya                          | Maggie Smith         | Fodor Zsóka      |
| Rita Louise Watson                        | Lauryn Hill          | Báthory Orsolya  |
| Thomas atya                               | Brad Sullivan        | Csikos Gábor     |
| Maria                                     | Alanna Ubach         | Simonyi Piroska  |
| Westley Glen 'Ahmal' James                | Ryan Toby            | Minárovits Péter |
| Richard 'Sketch' Pinshum                  | Ron Johnson          | Boros Zoltán     |
| Margaret                                  | Jennifer Love Hewitt | Vadász Bea       |
| Frankie                                   | Devin Kamin          | Fekete Zoltán    |
| Tyler Chase                               | Christian Fitzharris | Markovics Tamás  |
| Tanya                                     | Tanya Blount         | Somlai Edina     |
| Marcos                                    | Mehran Marcos Sedghi | N/A              |
| Tanulólány                                | Valeria Andrews      | Ábel Anita       |

## Fogadtatás

### Bevételi adatok
Bár az előző rész bevételeit megközelíteni sem tudta, a 38 millió dollárból készült film az amerikai mozikban 57,3 millió amerikai dolláros bevételt termelt.

### Kritikai visszhang

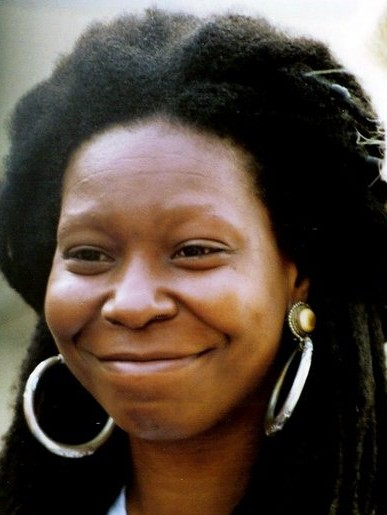
Whoopi Goldberg az előző rész után ismét főszereplőként tűnik fel. Alakításáért MTV Movie Awards-jelölést kapott Legjobb komikus színész-kategóriában.

A Rotten Tomatoes weboldalon a film 30 kritikus értékelése alapján 7%-on áll.
Roger Ebert filmkritikus két csillagot adott a filmre. Bár dicsérte Goldberg és Lauryn Hill alakításait, Ebert kritikával illette a szerinte közhelyes forgatókönyvet. Véleménye szerint a folytatás „...nagyrészt elhagyta és egy ősrégi formulával helyettesítette mindazt, amit az emberek az első filmben szerettek”.

### Díjak és jelölések
| Díj                             | Kategória                                    | Jelölt személy  | Eredmény |
| ------------------------------- | -------------------------------------------- | --------------- | -------- |
| American Comedy Awards          | Legviccesebb női mellékszereplő              | Kathy Najimy    | Jelölve  |
| Nickelodeon Kids’ Choice Awards | Kedvenc filmszínésznő                        | Whoopi Goldberg | Elnyerte |
| MTV Movie Awards                | Legjobb komikus színész                      | Whoopi Goldberg | Jelölve  |
| Young Artist Award              | Legjobb családi film (vígjáték vagy musical) | –               | Jelölve  |

## Lehetséges folytatás
2016-ban Goldberg kételyeinek adott hangot egy folytatással kapcsolatban (mivel az Apáca show-filmekben szereplő színésztársai közül sokan már elhunytak), ennek ellenére szívesen elkészítené azt. 2017-es nyilatkozatában már arról beszélt, hogy szeretné, ha megvalósulna a harmadik rész és rendezőként is örömmel közreműködne benne.
2018 decemberében megerősítették, hogy Regina Y. Hicks és Karin Gist írókat bízták meg a harmadik rész forgatókönyvének elkészítésével, mely a Disney+ csatornán debütál majd.

## Fordítás
- Ez a szócikk részben vagy egészben  a   Sister Act 2: Back in the Habit című angol Wikipédia-szócikk fordításán alapul.  Az eredeti cikk szerkesztőit annak laptörténete sorolja fel. Ez a jelzés csupán a megfogalmazás eredetét és a szerzői jogokat jelzi, nem szolgál a cikkben szereplő információk forrásmegjelöléseként.